# Фигуры Ули
Фигуры Ули — деревянные статуи из провинции Новая Ирландия в Папуа-Новой Гвинее. Художественные традиции народов центральной части Новой Ирландии прежде были сосредоточены в основном на погребальных обрядах, как и у их соседей с севера и юга. В отличие от малаганской резьбы c севера, в центральной Новой Ирландии создавали менее богато украшенные, но более долговечные фигуры, известные как ули, которые хранились и многократно переиспользовались. Ули, которые больше не производятся сегодня, выставлялись как часть длительных обрядов плодородия, включающих эксгумацию и перезахоронение человеческих черепов, что сопровождалось посадкой священных растений.
Получая только что вырезанный ули, шаман помогал духу умершего вождя войти в ули, и после церемонии работа хранилась в «мужском доме», где продолжала помогать преемнику и его людям.
Фигуры Ули имеют половые признаки обоих полов: фаллос и грудь. Это смешение мужских и женских черт, возможно, символизировало плодородную и питательную силу лидеров клана, которые должны были обеспечивать других членов клана. Фигуры Ули, вероятно, символизировали связь между отцовской и материнской жизненной энергией в церемониях инициации.